# Meteorologiåret 2017

## Händelser
- 9 maj - Sent snöfall i Stockholms län[1].
- 28-31 maj - cyklonen Mora drabbar Sydasien (Sri Lanka, Andamanöarna, Nicobaröarna, Bangladesh, Myanmar och nordöstra Indien).

### Fotnoter
1. ↑  Johanna Cederblad (9 maj 2017). ”Meteorolog om snöchock i maj: ”Vi undrar också””. SvD. https://www.svd.se/meteorolog-varvadret-trycks-bort-av-polarluft. Läst 24 juni 2017.